# Noureddine Erray
Noureddine Erray (arabe : نور الدين الري), né le 3 mars 1970 à Tunis, est un diplomate et homme politique tunisien. Il exerce notamment la fonction de ministre des Affaires étrangères six mois en 2020.
Il est originaire de Tataouine.

## Biographie

### Études
Après avoir obtenu une licence en sciences juridiques, il rejoint les bancs de l'École nationale d'administration en France, et y obtient en 2001 un diplôme de troisième cycle.

### Carrière diplomatique et politique
Il intègre le ministère des Affaires étrangères en 1996. En 2003, il est nommé conseiller de l'ambassade de Tunisie en Serbie. En 2010, il est affecté à Rabat, avant d'être nommé ambassadeur extraordinaire et plénipotentiaire de Tunisie auprès du Koweït en 2013. De 2018 à 2020, il occupe le poste d'ambassadeur extraordinaire et plénipotentiaire, chargé de mission, à Oman.
Le 27 février 2020, il est nommé ministre des Affaires étrangères dans le gouvernement d'Elyes Fakhfakh. Le 24 juillet, il est démis de ses fonctions par le chef du gouvernement après consultation du président de la République,. Il est remplacé par intérim par Selma Ennaifer,.
Le 24 mars 2021, il est nommé ministre plénipotentiaire et chargé de mission au cabinet du ministre des Affaires étrangères.

## Vie privée
Il est marié et père de deux enfants.